# Ljudmyla Karatschkina
Ljudmyla Heorhijiwna Karatschkina (ukrainisch Людмила Георгіївна Карачкіна, russisch Людмила Георгиевна Карачкина; * 3. September 1948 in Rostow am Don) ist eine ukrainische (bis 1992: sowjetische) Astronomin.
Ljudmila Karatschkina, Tochter eines Mathematikers und Wissenschaftlers, arbeitet als Senior Researcher des Instituts für theoretische Astronomie am Krim-Observatorium. Sie hat 131 Asteroiden entdeckt, darunter den Amor Asteroiden (5324) Lyapunov und den Trojaner (3063) Makhaon.
Der Asteroid (8019) Karachkina wurde am 28. Juli 1999 ihr zu Ehren benannt.
Gemeinsam mit Ljudmyla Schurawlowa, mit der sie am Krim-Observatorium arbeitete, benannte sie 1982 den Asteroiden (3067) Akhmatova nach der Schriftstellerin Anna Achmatowa. Im selben Jahr widmete sie dem Regisseur Andrei Tarkowski ((3345) Tarkovskij), dem Schriftsteller Michail Bulgakow ((3469) Bulgakov) und der Schriftstellerin Marina Iwanowna Zwetajewa ((3511) Tsvetaeva) ebenfalls den Namen eines Himmelskörpers. Diese Namensgebungen wurden als dezente, jedoch maßgebliche Korrektur der Kulturgeschichte Sowjetrusslands gewertet.
Karatschkina hat zwei Töchter, die Pianistin Maria und Renata.